# 모용황
연 태조 문명황제 모용 황(燕 太祖 文明皇帝 慕容皝, 297년 ~ 348년, 재위 : 337년 ~ 348년)은 오호십육국시대 전연의 제1대(초대) 황제로, 자는 원진(元眞)이며, 창려군 극성현(棘城縣) 사람이다. 생전에는 왕을 칭하였으나, 모용준 즉위 후 황제로 추존되었다.

## 생애
모용황은 모용외(慕容廆)의 3남으로, 321년에 황태자로 책봉되었다. 333년에 모용외가 사망하자 뒤를 이어 전연 제1대(초대) 황제가 되었다.
그러나 서형(序兄)인 모용한(慕容翰)과 동생 모용인(慕容仁), 모용소(慕容昭)와 대립하여 모용부는 혼란에 빠지게 되었다. 모용인은 모용소와 함께 반란을 모의하였으나 이것이 도중에 발각되어 모용소가 죽임당하자 평곽(平郭)을 거점으로 반란을 일으켜 요동(遼東) 일대를 장악하였으며, 모용한은 서쪽의 단부(段部)로 망명하였다가 단부의 군대를 안내하여 모용황을 공격하였다. 한때 모용황은 멸망 직전까지 몰렸으나 모용한이 모용부가 멸망할 것을 두려워하여 철군함으로써 살아남았다. 336년, 모용황은 모용인을 공격하여 멸망시키고 다시 모용부의 지배권을 확립하였다.
337년, 모용황은 동진(東晉)에 대한 종속적 관계를 끊고, 연왕(燕王)을 자칭하며 전연을 건국하였다. 모용황은 단부와 대립하였는데 후조(後趙)와 동맹을 맺고 338년에 단부를 협공하였다. 모용황은 협공으로 혼란에 빠진 단부를 공격하여 민호와 가축을 약탈한 후 전쟁에서 이탈하였다. 이로 인해 후조의 석호(石虎)는 전연에게 원한을 품었다. 그리하여 단부를 멸망시킨 후조는 전연과 전쟁을 시작하였다. 후조의 침입으로 한때 수도인 극성(棘城)이 포위되는 위기를 맞기도 하였으나 모용황은 농성전 끝에 후조군을 격파하고 오히려 반격하여 영토를 일부 확장하였다. 이후 후조의 유주(幽州)를 계속 공격하여 약탈전을 벌였다. 340년에는 다시 후조가 대군을 이끌고 전연을 위협하였으나 모용황은 후조의 전선을 우회하여 계(薊)를 습격, 크게 승리하였다. 342년에 용성(龍城)으로 수도를 옮겼으며, 고국원왕 11년에 고구려에 침입해 환도성을 공략하여 크게 승리하였다. 344년에는 우문부(宇文部)를 공격하여 멸망시켰다.
모용황은 346년 세자인 모용준과 모용각을 시켜 부여를 공격하고, 부여의 현왕(玄王)과 백성 5만 명을 포로로 잡아 전연으로 끌고왔다. 모용황은 부여계 주민들을 회유하기 위하여 현왕을 사위로 삼고, 진동장군(鎭東將軍)의 작위(爵位)를 내렸다. 이로써 부여는 실질적으로 멸망하게 되었다.
모용황은 한족의 유민을 적극적으로 받아들이고 한화(漢化) 정책을 취하였으며 농경을 장려하여 국가 체제를 정비하는 데 주력하였다가 348년에 수렵 도중에 낙마하여 머리를 다쳐 사망하였다.

## 가계

### 아내
- 문명황후(文明皇后) 단씨(段氏)
- 문소황후(文昭皇后) 난씨(蘭氏) - 모용수의 어머니
- 공손부인(夫人公孫) - 모용납, 모용덕의 어머니
- 고씨(高氏) - 모용각의 어머니

### 아들
- 경소제(景昭帝) 모용준(慕容儁) - 장남
- 태원왕(太原王) 모용각(慕容恪) - 차남
- 성무제(成武帝) 모용수(慕容垂) - 3남, 모용패(慕容覇)라고도 함.
- 범양왕(范陽王) 모용교(慕容交) - 모용우(慕容友)라고도 함.
- 여강왕(廬江王) 모용의(慕容宜)
- 의도왕(宜都王) 모용환(慕容桓)
- 임하왕(臨賀王) 모용준(慕容遵)
- 하간왕(河間王) 모용휘(慕容徽)
- 역양왕(歷陽王) 모용룡(慕容龍)
- 북해왕(北海王) 모용납(慕容納)
- 난릉왕(蘭陵王) 모용수(慕容秀)
- 안풍왕(安豊王) 모용악(慕容岳)
- 헌무제(獻武帝) 모용덕(慕容德)
- 시안공(始安公) 모용묵(慕容默)
- 남강공(南康公) 모용루(慕容僂)
- 장무왕(章武王) 모용주(慕容宙)

### 딸
- 소성황후(昭成皇后) 모용씨(慕容氏) - 탁발십익건의 아내
- 모용씨(慕容氏) - 부여 현왕의 아내

## 모용황이 등장한 작품
- 《근초고왕》(KBS, 2010년~2011년, 배우:송용태)

## 참고 문헌
- 《위서(魏書)》
- 《진서(晉書)》
- 《자치통감(資治通鑑)》